# Montastruc-Savès
Montastruc-Savès är en kommun i departementet Haute-Garonne i regionen Occitanien i södra Frankrike. Kommunen ligger i kantonen Rieumes som tillhör arrondissementet Muret. År 2022 hade Montastruc-Savès 63 invånare.

## Befolkningsutveckling
Antalet invånare i kommunen Montastruc-Savès
Referens:INSEE